# Lithocarpus apricus
Lithocarpus apricus är en bokväxtart som beskrevs av Cheng Chiu Huang och Yong Tian Chang. Lithocarpus apricus ingår i släktet Lithocarpus och familjen bokväxter. Inga underarter finns listade.